# Eupithecia fuliginata
Eupithecia fuliginata är en fjärilsart som beskrevs av Fletcher 1958. Eupithecia fuliginata ingår i släktet Eupithecia och familjen mätare. Inga underarter finns listade i Catalogue of Life.